# Luftangriffe auf Italien
1940–1945: Luftangriffe auf Italien
1940: Angriff auf Tarent
1943: Operation Husky (Lehrgang) – Waffenstillstand von Cassibile – Invasion in Italien (Baytown, Avalanche, Slapstick) – Fall Achse – Schlacht um Ortona
1944: Schlachten am Monte Cassino – Operation Shingle – Gotenstellung – Schlacht von Monte Castello
1945: Frühjahrsoffensive
Luftangriffe auf Italien fanden während des Zweiten Weltkrieges faktisch vom Zeitpunkt des italienischen Kriegseintrittes bis zu den letzten Kriegstagen im Mai 1945 statt, erst durch die britische Royal Air Force, später auch durch die United States Army Air Forces und ab dem Übertritt Italiens zu den Alliierten 1943 auch durch die deutsche Luftwaffe. Die Angriffe forderten mindestens 60.000 Todesopfer, die Zahl der Schwerverletzten wurde nie genau festgestellt. Ersten Angriffen auf die nördlichen Industrieregionen 1940/41 folgten ab 1942 schwere Angriffe der Alliierten auf alle Landesteile mit dem Ziel, die Invasion des Landes vorzubereiten und das faschistische Regime zu schwächen. Sie waren mitentscheidend für einen Stimmungsumschwung in der italienischen Bevölkerung zugunsten eines Kriegsaustritts und können somit zu den erfolgreichsten alliierten Bombenkampagnen gezählt werden. Nach dem Waffenstillstand von Cassibile vom September 1943 erfolgten auch vereinzelte deutsche Bombenangriffe auf Ziele in Süditalien, wie der Luftangriff auf Bari vom 2. Dezember 1943. Zwei Drittel aller Bombenopfer in Italien waren in der Zeit vom Waffenstillstand bis zum Ende des Krieges zu beklagen.

## Hintergrund
Das von der faschistischen Nationalen Faschistischen Partei (PNF) unter Benito Mussolini regierte Königreich Italien trat im Juni 1940 an der Seite des nationalsozialistischen Deutschen Reiches in den Krieg gegen Frankreich und Großbritannien ein, nachdem der Westfeldzug praktisch zugunsten Deutschlands entschieden war. Es verband damit die Hoffnung, auf Kosten der beiden Länder seinen Einflussbereich im Mittelmeerraum und in Afrika zu erweitern, nachdem man sich als einer der Verlierer der Versailler Friedensordnung nach dem Ersten Weltkrieg betrachtet hatte.
Schon bald zeigte sich, dass diese Erwartungen weit überspannt waren: Weder die Invasion Ägyptens (September 1940) noch der Krieg gegen Griechenland (ab Oktober 1940) verliefen erfolgreich und auch in Ostafrika geriet man bald in die Defensive. Nur durch deutsche Hilfe konnte ein frühzeitiger Verlust Italienisch-Libyens verhindert und Griechenland im April 1941 besiegt werden. Dies hinderte die italienische Führung nicht daran, im Juni 1941 der Sowjetunion und im Dezember 1941 den Vereinigten Staaten den Krieg zu erklären. Die Folge war der Verlust zunächst der Kolonien in Afrika (1942/43), später die Invasion Siziliens (Juli 1943) und schließlich des italienischen Festlands (September 1943) durch die Alliierten. Zu letzterem Zeitpunkt schied Italien durch den Waffenstillstand von Cassibile vorübergehend aus dem Krieg aus, der Nordteil des Landes wurde von der Wehrmacht besetzt. Am 13. Oktober erklärte die Regierung Badoglio dem Deutschen Reich den Krieg, nachdem Mussolini im Norden am 18. September die Italienische Sozialrepublik ausgerufen hatte, deren Streitkräfte den Kampf an der Seite Deutschlands fortsetzten. Im Italienfeldzug gelang es den Alliierten erst im April 1945, in die Po-Ebene vorzudringen und den Krieg auf italienischem Gebiet zu beenden. Die deutsche Teilkapitulation in Italien trat am 2. Mai 1945 in Kraft.

## Verlauf

### Vorkriegspläne
In den Planungsstäben der Royal Air Force (RAF) wurden bereits seit Anfang 1940 Pläne für die Führung eines strategischen Luftkriegs gegen Italien erstellt. Man nahm an, dass Italien eines der potentiellen Feindländer sei, das am ehesten unter den Folgen kontinuierlicher Luftangriffe auf Industrie und Arbeiterschaft zusammenbrechen würde. Man ging davon aus, dass in der italienischen Bevölkerung und selbst unter den norditalienischen Industriellen eine nicht zu unterschätzende Opposition gegen die Kriegspläne des faschistischen Regimes bestünde, die es zu mobilisieren gelte. Zudem sei die Flugabwehr und der zivile Luftschutz wesentlich schwächer ausgeprägt als etwa im Deutschen Reich, was die Angriffe ungleich effektiver machen würde.

### Erste Angriffe
Ende April schlug der Oberbefehlshaber der britischen Luftstreitkräfte in Frankreich, Air Marshal Arthur Barratt, vor, für den Fall eines italienischen Kriegseintritts Luftangriffe von Südfrankreich aus auf norditalienische Industrieziele vorzusehen. Nach Konsultation im anglo-französischen Obersten Kriegsrat wurden diese am 31. Mai, während die britischen Bodentruppen in Nordfrankreich bereits in der Operation Dynamo evakuiert wurden, genehmigt. Allerdings zogen die Franzosen ihre Zustimmung nach dem italienischen Kriegseintritt vom 10. Juni wieder zurück, da sie italienische Vergeltungsangriffe befürchteten. Die sogenannte „Haddock Force“ erhielt dennoch den Einsatzbefehl. Nachdem sie zunächst von den Franzosen am Start gehindert wurden, wurden ab 15. Juni einige Angriffe von Salon-de-Provence aus gegen Genua geflogen. Zuvor hatten bereits am 11. Juni von Großbritannien aus gestartete Armstrong Whitworth Whitley, die auf den britischen Kanalinseln nachgetankt hatten, Genua und Turin bombardiert. Das Ziel waren die Turiner Fiat-Fabriken, 17 Zivilisten wurden getötet. In den folgenden Tagen fanden noch weitere Angriffe auf Öltanks in den Häfen Genua und Savona statt. Am 15. und 16. Juni wurde Mailand erstmals bombardiert, wobei das Ziel, die Caproni-, Macchi- und Savoia-Marchetti-Fabriken, verfehlt wurde. Die Haddock Force wurde abgezogen, nachdem die Franzosen in Waffenstillstandsverhandlungen eingetreten waren. Am 23./24. Juni, kurz vor Inkrafttreten des Waffenstillstands von Compiègne, flog hingegen die französische Armée de l’air noch eine Angriffsserie auf italienische Ziele.

### Phase bis September 1942
In der ersten Phase des Luftkriegs gegen Italien wurden vorrangig süditalienische Gebiete angegriffen, während Norditalien in geringerem Umfang und Mittelitalien praktisch überhaupt nicht bombardiert wurden. Unter den Zielen waren Hafenstädte wie Genua, Livorno, Cagliari, Palermo, Neapel und Tarent. Die Angriffe auf Süditalien erfolgten hauptsächlich von Malta aus, die auf Norditalien von Großbritannien. Die meisten Angriffe waren reine Störaktionen, auch wurden zahlreiche Einsätze geflogen zum Abwurf von Flugblättern.

### Phase bis September 1943

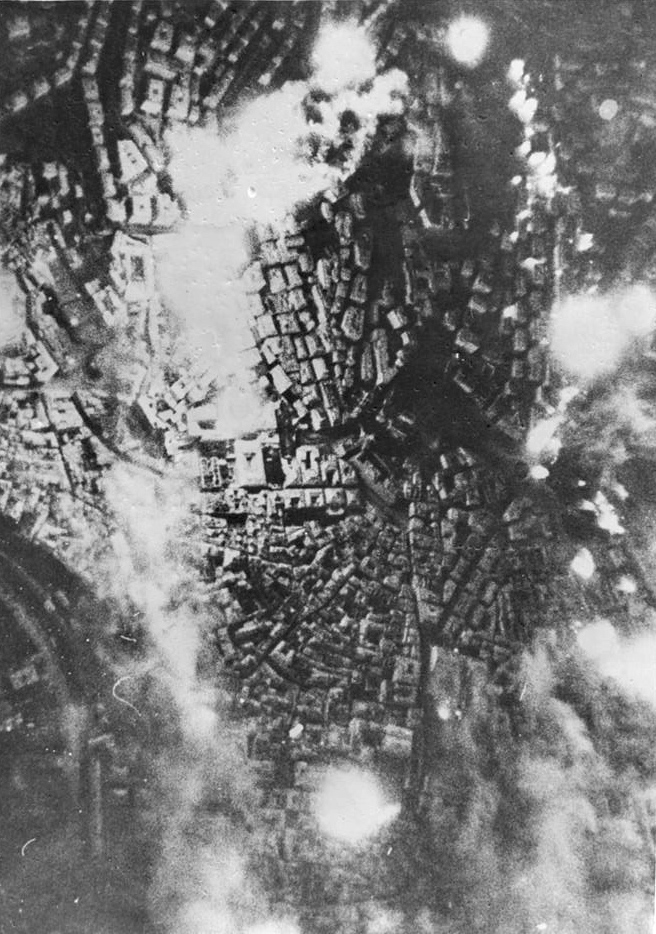
Brände nach einem Luftangriff auf Genua in der Nacht vom 13. zum 14. November 1942

Am 22./23. Oktober 1942, am Vorabend der Zweiten Schlacht von El Alamein in Ägypten, eröffnete das RAF Bomber Command mit einem Angriff auf Genua eine größere Luftoffensive gegen die norditalienischen Industriegebiete. Hauptziele der Angriffe, an denen teilweise über 100 schwere viermotorige Bomber teilnahmen, waren Genua, Turin und Mailand. Die Offensive wurde bis Mitte Dezember 1942 fortgeführt. Am 4. Dezember flog die amerikanische Ninth Air Force mit 20 Bombern von Nordafrika aus ihren ersten Angriff auf Italien, Ziel war Neapel. Angriffe der US-Bomber von Nordafrika aus auf Neapel und sizilianische Städte setzten sich über das erste Halbjahr 1943 fort. Im März und April 1943 zeigten sich die ersten Effekte der Bombardierungen, als es in Oberitalien zu Streiks kam, an denen rund 100.000 Menschen beteiligt waren.

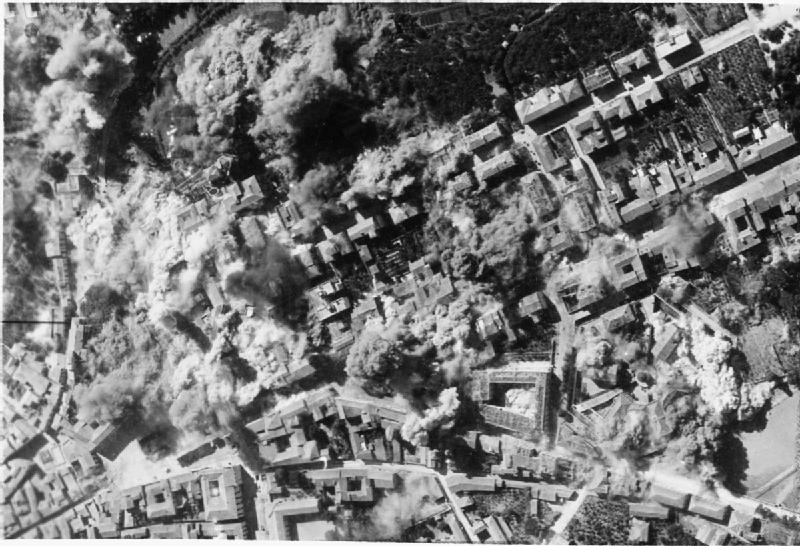
Flächenangriff auf Avellino bei Neapel, 1943

Im Sommer 1943, nach der anglo-amerikanischen Invasion Siziliens (10. Juli), kam es zu einer Serie von Flächenbombardements gegen italienische Bevölkerungszentren mit dem Ziel, das faschistische Regime zu stürzen und letztlich ein Ausscheiden Italiens aus dem Krieg herbeizuführen. Beim bis dahin schwersten Angriff gegen Turin am 12. Juli kamen 792 Zivilisten ums Leben. Am 19. Juli erfolgte der erste Angriff des Krieges überhaupt auf Rom, an dem über 500 Bomber beteiligt waren. Sechs Tage später war Mussolini gestürzt. Die Alliierten erwogen danach zumindest zeitweise, auf weitere Bombardements zu verzichten. Als aber klar wurde, dass die neue italienische Regierung dem Achsenbündnis weiterhin treu bleiben würde, wurden die Bombardierungen wieder aufgenommen und setzten sich über den gesamten August bis Anfang September fort. Zu den am stärksten bombardierten Orten zählte Foggia, wo 75 Prozent der Wohngebäude zerstört oder schwer beschädigt wurden. Am 8. September, dem Tag der Verkündung des Waffenstillstands von Cassibile, wurde von US-Bombern ein schwerer Angriff auf Frascati geflogen, wo sich das Hauptquartier der deutschen Wehrmacht in Italien befand, rund 500 Zivilisten kamen ums Leben. In dieser Zeit wurden auch zahlreiche Flugblätter abgeworfen, um die öffentliche Meinung in Italien im Sinne der Alliierten zu beeinflussen. Darin wurde immer wieder betont, die Luftangriffe seien eine Folge des Bündnisses mit Deutschland und würden nach der Abkehr von diesem aufhören.
Im Dezember 1943 stellte der Berater Arthur Tedders und Dwight D. Eisenhowers, Solly Zuckerman, eine Studie fertig, in der er die Angriffe der alliierten Bomber auf süditalienische Eisenbahneinrichtungen auswertete und zu dem Schluss kam, dass diese Art von Angriffen die effektivste bei der Unterstützung von Landungsoperationen sei. Das süditalienische Eisenbahnnetz sei während der Operationen Husky (Sizilien) und Avalanche (bei Salerno) durch die Angriffe auf lediglich sechs Zentren völlig paralysiert worden. Tedder und Eisenhower, die zur Jahreswende 1943/44 nach England versetzt wurden, um die Operation Overlord vorzubereiten, nutzten Zuckermans Ergebnisse bei der Planung der Invasion in Frankreich.

### Phase bis Juni 1944

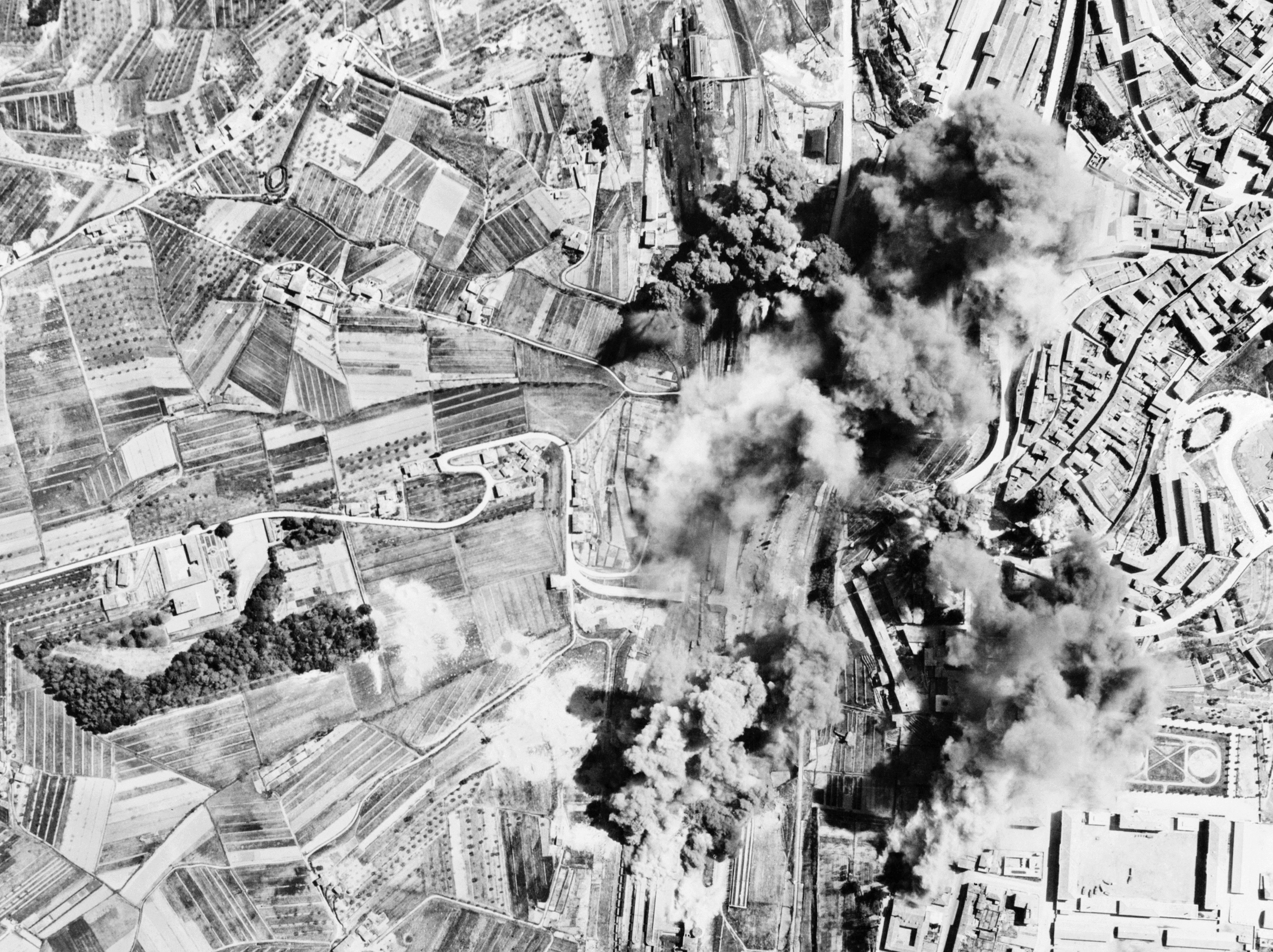
Luftangriff auf den Bahnhof von Siena, Toskana, während der Operation Strangle

In dieser Phase wurden primär Angriffe geflogen, um die Versorgung der deutschen Truppen in Italien zu stören und die Bodentruppen zu unterstützen. Die Bodenkämpfe in dieser Zeit fanden hauptsächlich an der Gustav-Linie, rund 100 Kilometer südlich von Rom, statt. Während der Schlacht um Monte Cassino wurde am 15. Februar 1944 durch einen Angriff von über 400 Bombern die Abtei Montecassino bis auf die Grundmauern zerstört Die Alliierten nahmen an, diese würde von den Deutschen als Beobachtungspunkt genutzt. Mittelitalien war in dieser Zeit der meistbombardierte Landesteil. Es wurden aber auch weiterhin Angriffe auf norditalienische Industriezentren geflogen. Die US-amerikanische Fifteenth Air Force unter Nathan F. Twining, Ende Oktober 1943 in Tunis aufgestellt und mit viermotorigen Langstreckenbombern der Typen B-17 und B-24 ausgerüstet, nutzte hierbei die Ende 1943 eroberten Flugfelder um Foggia auch für Angriffe von Süden auf das Deutsche Reich und auf den Balkanraum. Die Twelfth Air Force unter John K. Cannon war für taktische Bombenangriffe zuständig. Die Briten stellten eine kleinere strategische Bomberstreitmacht, die No. 205 Group, ausgerüstet mit den älteren zweimotorigen Vickers Wellington. Intensive Luftangriffe auf Versorgungslinien erfolgten im Rahmen der Operation Strangle vom 19. März bis zum Vorabend der entscheidenden Operation Diadem. Diese Phase des Krieges endete mit der Einnahme von Rom am 4. Juni 1944.

### Phase bis Kriegsende
Nach dem Fall Roms zogen sich die deutschen Truppen bis auf die Gotenstellung nördlich von Florenz zurück. Luftangriffe auf große Bevölkerungszentren wurden jetzt seltener, dafür wurden vermehrt kleinere Städte angegriffen, die als Verkehrszentren dienten. Eine der am stärksten bombardierten Städte in dieser Zeit war Bologna, das zwischen Sommer 1944 und Winter 1944/45 allein 94 Mal getroffen wurde, wobei rund 2500 Zivilisten umkamen.
Gegen Ende des Krieges waren kaum noch unbombardierte Ziele für die großen alliierten Bomberflotten übrig. Von 4300 schweren US-amerikanischen Bombern in Europa 1945 waren 1.900 im Mittelmeerraum stationiert. Große Luftangriffe von hunderten Bombern fanden zur Vorbereitung der alliierten Frühjahrsoffensive im April 1945 statt. Die letzten Angriffe des Krieges galten den sich in die Alpen zurückziehenden deutschen Bodentruppen am Brennerpass.

## Auswirkungen

### Opfer
Einer Berechnung des Istituto Nazionale di Statistica (ISTAT) aus dem Jahr 1957 zufolge wurden durch Luftangriffe auf Italien während des Zweiten Weltkriegs 64.354 Menschen getötet, davon waren 4558 militärische Verluste. Es gibt Anzeichen, dass diese Zahlen zu niedrig angesetzt sind. So war unter den Kriegsbedingungen eine genaue Registrierung der Bombenopfer oft nur schwer möglich, zumal die öffentliche Verwaltung in Italien nicht sonderlich effizient arbeitete. Evakuierte, deren Zahl in die Millionen ging, wurden von den lokalen Behörden oft nicht als Bombenopfer erfasst. Die Zahl von 60.000 zivilen Bombentoten gilt somit als Untergrenze, wahrscheinlicher ist eine Zahl von 80.000.

### Kulturgüter
In der alliierten Führung herrschte einige Uneinigkeit, welche italienischen Ziele aufgrund ihres kulturhistorischen Wertes von schweren Bombardierungen auszunehmen seien. Während die Briten keinerlei Einschränkungen wünschten, schufen die US-Amerikaner nach Genehmigung durch Präsident Roosevelt am 20. August 1943 eine Kommission zum Schutz und zur Rettung künstlerischer und historischer Denkmäler in Europa. Unter Benutzung des Baedeker für Italien wurden 160 detaillierte Pläne italienischer Städte erstellt, die in den Instruktionen für die amerikanischen Bomberbesatzungen benutzt wurden. Die Städte wurden in drei Kategorien eingeteilt: Zur Kategorie 1 zählten Rom, Florenz, Venedig und Torcello, die nur nach besonderer Anweisung des Oberkommandos bombardiert werden durften. Kategorie 2 umfasste 19 Städte kulturhistorischer Bedeutung, die nur bombardiert werden durften, wenn die Umstände es erforderlich machten, hierzu gehörten Ravenna, Assisi, Pavia, Parma und Montepulciano. Die Kategorie 3 umfasste 24 Städte, die einen bedeutsamen Stadtkern aufwiesen, in deren Nähe sich aber militärische Einrichtungen befanden. Die Städte dieser Kategorie durften uneingeschränkt bombardiert werden. Oftmals wurden Ziele der Kategorie 1 dennoch bombardiert, teils gewollt, teils durch Fehler der Besatzungen. Rom wurde bis zu seiner Befreiung im Juni 1944 51 Mal bombardiert, mit einem Verlust von geschätzt 7000 Menschenleben.

### Produktionsausfälle
Produktionsausfälle in kriegswichtigen Industrien wurden von den Alliierten nach dem Krieg in Norditalien und vom ISTAT in Süditalien untersucht. Es zeigte sich, dass die durch Bombenangriffe verursachten Ausfälle nur schwer von den durch Sabotage der Resistenza oder durch Streiks verursachten Ausfällen zu unterscheiden waren. Insgesamt konnten die Ausfälle 30 % in kriegswichtigen Industrien betragen, im Mittel aller Industrien etwa 10 %. Im Schiffbau wurden sogar 50 % erzielt. Das italienische Volkseinkommen sank auf die Hälfte des Standes von 1938.

### Moral

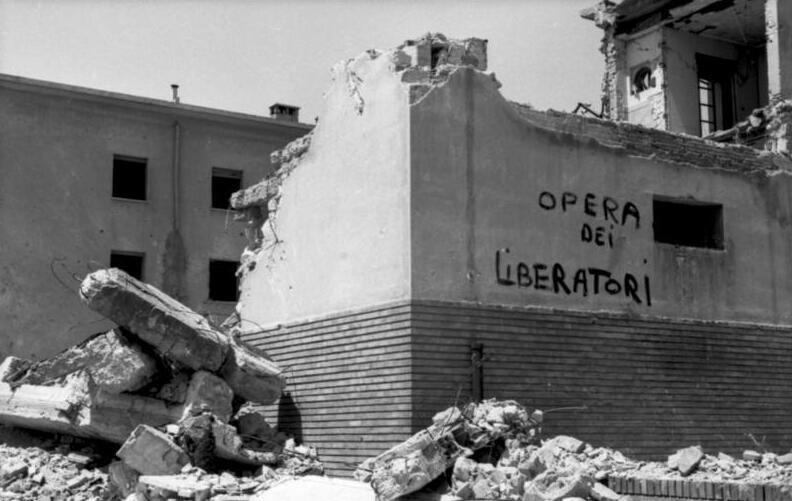
Faschistische Propaganda in Rom, 1944

Auswirkungen auf die Moral der italienischen Bevölkerung lassen sich nur schwer quantitativ erfassen. Es besteht aber kein Zweifel, dass die Bombardements 1942/43, die der Kapitulation vorausgingen, zumindest einen Anteil am Aufkommen von Kriegsmüdigkeit hatten, wenn sie auch nicht direkt für den Sturz Mussolinis verantwortlich gemacht werden können. Fliegeralarme waren häufig, geplante und ungeplante Evakuierungen erreichten große Ausmaße. Der faschistische Staat zeigte sich von den Herausforderungen des Bombenkrieges weitgehend überfordert.
Nach dem Waffenstillstand vom September 1943 war die Moral nicht mehr ein primäres Angriffsziel. Es entstanden Schwierigkeiten für die Alliierten, da man die Resistenza im Norden Italiens durch Bombenangriffe nicht verprellen wollte, andererseits wollte man aber auch nicht auf als militärisch als notwendig erachtete Bombardements verzichten. Die Versuche, zunehmend auf Präzisionsangriffe zu setzen, waren aber weitgehend erfolglos, da die Besatzungen hierfür nicht ausreichend trainiert waren.